# Nobuyuki Oishi (1974)
Nobuyuki Oishi (大石 信幸 Oishi Nobuyuki?,  nacido el 23 de mayo de 1974 en Shizuoka) es un exfutbolista japonés. Jugaba de defensa y su último club fue el Yokohama Flügels de Japón.

## Trayectoria

### Clubes
| Club             | País  | Año         |
| ---------------- | ----- | ----------- |
| Yokohama Flügels | Japón | 1993 - 1996 |

## Palmarés

### Títulos nacionales
| Título             | Club             | País  | Año  |
| ------------------ | ---------------- | ----- | ---- |
| Copa del Emperador | Yokohama Flügels | Japón | 1993 |